# Saint-Sauveur-en-Puisaye
Saint-Sauveur-en-Puisaye és un municipi francès, situat al departament del Yonne i a la regió de Borgonya - Franc Comtat. L'any 2007 tenia 956 habitants.

## Demografia

### Població
El 2007 la població de fet de Saint-Sauveur-en-Puisaye era de 956 persones. Hi havia 412 famílies, de les quals 162 eren unipersonals (81 homes vivint sols i 81 dones vivint soles), 137 parelles sense fills, 93 parelles amb fills i 20 famílies monoparentals amb fills.
La població ha evolucionat segons el següent gràfic:
Habitants censats

### Habitatges
El 2007 hi havia 588 habitatges, 426 eren l'habitatge principal de la família, 115 eren segones residències i 47 estaven desocupats. 480 eren cases i 105 eren apartaments. Dels 426 habitatges principals, 266 estaven ocupats pels seus propietaris, 147 estaven llogats i ocupats pels llogaters i 13 estaven cedits a títol gratuït; 11 tenien una cambra, 45 en tenien dues, 89 en tenien tres, 134 en tenien quatre i 147 en tenien cinc o més. 260 habitatges disposaven pel capbaix d'una plaça de pàrquing. A 199 habitatges hi havia un automòbil i a 119 n'hi havia dos o més.

### Piràmide de població
La piràmide de població per edats i sexe el 2009 era:
| Homes | Edats   | Dones |
| ----- | ------- | ----- |
| 4     | 95 o +  | 16    |
| 8     | 90 a 94 | 24    |
| 8     | 85 a 89 | 40    |
| 0     | 80 a 84 | 28    |
| 20    | 75 a 79 | 24    |
| 40    | 70 a 74 | 44    |
| 40    | 65 a 69 | 36    |
| 12    | 60 a 64 | 24    |
| 24    | 55 a 59 | 28    |
| 36    | 50 a 54 | 52    |
| 40    | 45 a 49 | 16    |
| 28    | 40 a 44 | 32    |
| 28    | 35 a 39 | 28    |
| 32    | 30 a 34 | 12    |
| 40    | 25 a 29 | 12    |
| 24    | 20 a 24 | 16    |
| 12    | 15 a 19 | 16    |
| 8     | 10 a 14 | 28    |
| 20    | 5 a 9   | 32    |
| 4     | 0 a 4   | 12    |

## Economia
El 2007 la població en edat de treballar era de 512 persones, 368 eren actives i 144 eren inactives. De les 368 persones actives 314 estaven ocupades (174 homes i 140 dones) i 53 estaven aturades (26 homes i 27 dones). De les 144 persones inactives 58 estaven jubilades, 33 estaven estudiant i 53 estaven classificades com a «altres inactius».

### Ingressos
El 2009 a Saint-Sauveur-en-Puisaye hi havia 427 unitats fiscals que integraven 856,5 persones, la mediana anual d'ingressos fiscals per persona era de 15.217 €.

### Activitats econòmiques
Dels 83 establiments que hi havia el 2007, 1 era d'una empresa extractiva, 3 d'empreses alimentàries, 2 d'empreses de fabricació d'altres productes industrials, 9 d'empreses de construcció, 21 d'empreses de comerç i reparació d'automòbils, 5 d'empreses de transport, 7 d'empreses d'hostatgeria i restauració, 6 d'empreses financeres, 5 d'empreses immobiliàries, 7 d'empreses de serveis, 11 d'entitats de l'administració pública i 6 d'empreses classificades com a «altres activitats de serveis».
Dels 30 establiments de servei als particulars que hi havia el 2009, 1 era una gendarmeria, 1 oficina de correu, 2 oficines bancàries, 1 funerària, 3 tallers de reparació d'automòbils i de material agrícola, 2 tallers d'inspecció tècnica de vehicles, 1 autoescola, 1 paleta, 2 guixaires pintors, 4 fusteries, 1 lampisteria, 2 perruqueries, 2 veterinaris, 3 restaurants i 4 agències immobiliàries.
Dels 13 establiments comercials que hi havia el 2009, 1 era un hipermercat, 4 fleques, 1 una fleca, 2 llibreries, 1 una botiga d'equipament de la llar, 2 drogueries i 2 floristeries.
L'any 2000 a Saint-Sauveur-en-Puisaye hi havia 19 explotacions agrícoles que ocupaven un total de 1.008 hectàrees.

## Equipaments sanitaris i escolars
El 2009 hi havia 1 farmàcia i 1 ambulància.
El 2009 hi havia 1 escola maternal i 1 escola elemental. Saint-Sauveur-en-Puisaye disposava d'un col·legi d'educació secundària amb 152 alumnes.

## Poblacions més properes
El següent diagrama mostra les poblacions més properes.